# Port O'Connor
Port O'Connor est une census-designated place située dans le comté de Calhoun, dans l’État du Texas, aux États-Unis. Sa population s’élevait à 1 253 habitants lors du recensement de 2010.